# Michele Sovente
Michele Sovente (Monte di Procida, 28 marzo 1948 – Monte di Procida, 25 marzo 2011) è stato un poeta italiano.

## Biografia
Nato e vissuto a Cappella, una frazione del comune di Monte di Procida  (NA), nella zona dei Campi Flegrei, ha insegnato Antropologia culturale presso l'Accademia di Belle Arti di Napoli ed ha collaborato col quotidiano Il Mattino.

Considerato uno dei tre maggiori poeti napoletani contemporanei neodialettali, insieme a Achille Serrao e Tommaso Pignatelli, si connota per lo stile di scrittura estremamente originale che mescola latino, italiano moderno e napoletano vernacolare. Egli stesso giustifica questo connubio come 
Nel 1990, Radiotre ha trasmesso il radiodramma In corpore antiquo tratto dal suo Per specula aenigmatis con la regia di Giuseppe Rocca.
Nel 1998 riceve il Premio Viareggio-Rèpaci, sezione "Poesia", per il suo libro Cumae.
Nel 2001 la Giuria del Premio Elsa Morante-Comune di Bacoli, presieduta da Dacia Maraini, ha assegnato uno speciale riconoscimento alla sua attività di poeta.
Nel 2008 riceve il Premio leopardiano La Ginestra.
Significativa la profonda amicizia con l'artista Guglielmo Longobardo che è sfociata spesso in collaborazioni e attestati di stima, un esempio è la pubblicazione del catalogo Longobardo che raccoglie opere dell'artista e sue poesie.

## Opere
- L'uomo al naturale (Vallecchi, 1978)
- Contropar(ab)ola (ivi, 1981)
- Per specula aenigmatis (Garzanti, 1990)
- Cumae (Marsilio, 1998)
- Carbones (Garzanti, 2002)
- Zolfo (Dante&Descartes, 2004)
- Carta e formiche (Centro di Cultura Contemporanea Napolic'è, 2005)
- Bradisismo (Garzanti, 2008)
- Superstiti (San Marco dei Giustiniani, 2010)